# Magomed Abdulaev
Magomed Imranovich Abdulaev, también escrito Abdulayev, (Gamsutl, 18 de junio de 1961-Majachkalá, 5 de enero de 2023) fue un abogado y político ruso que se desempeñó como Presidente del Gobierno de Daguestán de 2010 a 2013, el segundo cargo más alto de la república de Daguestán.

## Biografía
Se graduó de la Universidad Estatal de Daguestán. Entre 1989 y 1992 estudió en la Facultad de Derecho de la Universidad Estatal de San Petersburgo.
El 14 de abril de 2009 fue nombrado asesor del presidente de Daguestán, Mukhu Aliyev. Más tarde, el 27 de octubre, se convirtió en vice primer ministro de la república.
Miembro del partido gobernante Rusia Unida, ascendió al segundo puesto más alto en Daguestán en 2010.
Falleció tras ser atropellado por un coche mientras cruzaba una calle en Majachkalá, la capital de Daguestán, el 5 de enero de 2023, a los 61 años. Su muerte ha sido citada entre los ejemplos de muertes misteriosas de empresarios rusos.